# Čierne Pole
Čierne Pole (in ungherese Feketemező) è un comune della Slovacchia facente parte del distretto di Michalovce, nella regione di Košice.